# 융삭

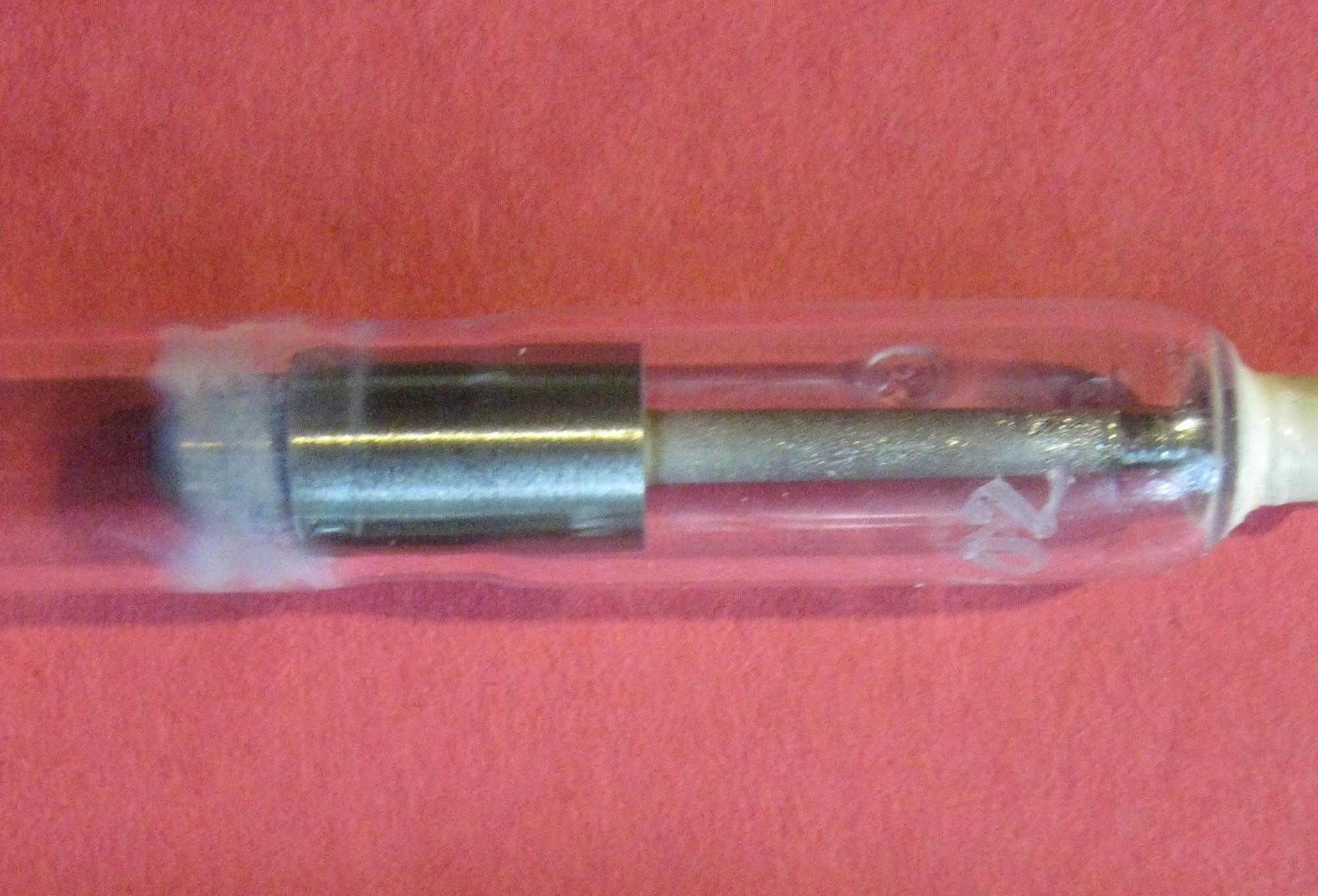
고에너지 아크방전에 의해 융삭되는 수정유리.

융삭(融削, ablation)은 물질의 표면이 증발을 비롯한 침식과정에 의해 사라지는 현상이다.
빙하학에서 빙설이 녹아 없어지는 것, 대기 재돌입하는 우주선의 질량이 줄어드는 것, 열을 받은 내화성 물질이 부서지는 것 등이 모두 융삭현상에 해당한다.